# ISO 3166-2:DE
Die Liste der ISO-3166-2-Codes für  Deutschland enthält die Codes für die deutschen Länder.

Die Codes bestehen aus zwei Teilen, die durch einen Bindestrich voneinander getrennt sind. Der erste Teil gibt den Landescode gemäß ISO 3166-1 (für  Deutschland DE), der zweite den Code für den Gliedstaat (in Deutschland: Land) wieder.
Die aktuellen Codes stehen auf der Seite der ISO unter #iso:code:3166:DE zur Verfügung.

| Land                   | Code  |
| ---------------------- | ----- |
| Baden-Württemberg      | DE-BW |
| Bayern                 | DE-BY |
| Berlin                 | DE-BE |
| Brandenburg            | DE-BB |
| Bremen                 | DE-HB |
| Hamburg                | DE-HH |
| Hessen                 | DE-HE |
| Mecklenburg-Vorpommern | DE-MV |
| Niedersachsen          | DE-NI |
| Nordrhein-Westfalen    | DE-NW |
| Rheinland-Pfalz        | DE-RP |
| Saarland               | DE-SL |
| Sachsen                | DE-SN |
| Sachsen-Anhalt         | DE-ST |
| Schleswig-Holstein     | DE-SH |
| Thüringen              | DE-TH |

Karte Deutschlands mit dem zweiten Teil der Codes für die Länder nach ISO 3166-2

Der Code für Brandenburg wurde zwischen dem Normentwurf ISO/DIS 3166-2 und der endgültigen Norm ISO 3166-2:1998 von DE-BR nach DE-BB geändert. Für Niedersachsen wird teilweise, zum Beispiel im Projekt ELSTER, die Abkürzung ND verwendet. Der führende Buchstabe H in HB und HH steht wie bei Kfz-Kennzeichen für „Hansestadt“.
Die Codes sind allgemein so gewählt, dass sie sich möglichst eindeutig auf ein bestimmtes Land beziehen. DE-BA hätte für Baden(-Württemberg) oder Bayern stehen können, DE-BR für Bremen, Brandenburg oder Bundesrepublik, DE-SA für Saarland, Sachsen oder Sachsen-Anhalt und DE-NS neben Niedersachsen auch für Nationalsozialismus, also für das „Dritte Reich“.